# Сингулярність поруч
Сингулярність поруч (англ. The Singularity Is Near: When Humans Transcend Biology) — науково-популярна книга американського футуролога Реймонда Курцвейла, видана 2005 року.
У цій книзі, як і в попередніх, Рей Курцвейл представляє картину того, що може трапитися в майбутньому. Він припускає прихід технологічної сингулярності, що означає, що технологія вплине на людське тіло і розум. Особливість буде результатом поєднання трьох важливих технологій ХХІ століття: генетики, нанотехнології та робототехніки (включаючи штучний інтелект).

## Видання
- Kurzweil, Ray (2005). The Singularity is Near. New York: Viking Books. ISBN 978-0-670-03384-3. PDF